# Jo Kwon
Jo Kwon (조권?, 趙權?, Jo GwonLR, Cho KwŏnMR; Suwon, 28 agosto 1989) è un cantante e attore sudcoreano.
È il leader del gruppo musicale sudcoreano 2AM.

## Discografia
Album in studio
- 2012 - I'm Da One (JYP Entertainment)

## Filmografia

### Cinema
- Pinocchio – voce (2013)

### Televisione
- Mongttang naesarang (몽땅내사랑) - serie TV (2010)
- Jikjang-ui sin (직장의 신) - serie TV, 16 episodi (2013)
- Producer (프로듀사) - serie TV, episodio 3 (2015)
- Honsunnamnyeo (혼술남녀) – serie TV (2016)